# Polystachya ridleyi
Polystachya ridleyi är en orkidéart som beskrevs av Robert Allen Rolfe. Polystachya ridleyi ingår i släktet Polystachya och familjen orkidéer. Inga underarter finns listade i Catalogue of Life.